# 중국몽
중국몽(중국어 간체자: 中国梦, 병음: Zhōngguó Mèng 중궈멍[*], 영어: Chinese Dream)은 2012년에 중화인민공화국의 시진핑•리커창 정부에서 제기된 중국공산당의 정치 지도 개념이다.
중국공산당의 시진핑 총서기은 2012년 11월에 중화인민공화국의 중국공산당 중앙위원회 총서기로 추대되면서부터 '중국몽'이라는 정치 지도 개념을 언급하였다. 
중국공산당은 이에 따라 1949년 중화인민공화국의 건국 이후로 100주년이 되는 2049년까지 중화인민공화국 내에서 '중국몽'을 구현하는 노력을 경주하고 있으며, 중국공산당 창당 100주년이 되는 2021년부터는 '공동 부유'의 정치적 과제를 제기하면서 이를 실천하는 노력도 기울이고 있다.
중국공산당은 '중국몽'의 국제적인 전략으로 '일대일로'와 아시아인프라투자은행(AIIB) 설립 등을 추진해 왔으며, 이를 위해 관련 국가들에게 자원과 자본을 제공하기도 했다.
중국공산당의 '중국몽' 전략은 대외적으로는 중화인민공화국의 경제 경쟁력 제고와 국제 정치적 입지의 개선을 목표로 삼고 있고, 대내적으로는 중화인민공화국 내 각 민족 문화 진흥과 인민들의 행복 증진을 선전 공보의 아젠다로 삼고 있다.
한편, 중국공산당의 '일대일로'의 전략은 세계 개발 대상 국가들의 새로운 경제적 활력의 주입이라는 긍정적 시각 외에도, 중국공산당의 정치적 이데올로기의 여전히 존재하는 국제적 위협성과 세계 자본주의 경제 질서라는 기존하는 국제 협력 체제의 합리성을 감안할 때, 충돌의 여지가 있을 수 있다는 비평이 나오기도 한다.

## 같이 보기
- 자유롭고 열린 인도 태평양(FOIP)
- 전략적 인내(SP)
- 아시아 인프라 투자 은행(AIIB)
- 일대일로(OBOR)
- 중국제조 2025
- 도광양회
- 화평굴기